# Rhacophorus
Rhacophorus – rodzaj płazów bezogonowych z podrodziny Rhacophorinae w rodzinie nogolotkowatych (Rhacophoridae).

## Zasięg występowania
Rodzaj obejmuje gatunki występujące od południowych Indii do Bhutanu i wschodniego Tybetańskiego Regionu Autonomicznego (Chińska Republika Ludowa) na wschód i południe do prowincji Hunan, Hajnan, Junnan i Kuangsi w Chińskiej Republice Ludowej, dalej przez Mjanmę, Tajlandię, Laos, Kambodżę i Wietnam do Sumatry, Borneo, Celebesu (Indonezja) i Filipin.

## Systematyka

### Etymologia
- Rhacophorus (Racophorus, Rhacoforus): gr. ῥακος rhakos „łachmany, kawałek tkaniny”[7]; -φορος -phoros „noszący”, od φερω pherō „nosić”[8].
- Huangixalus: Yong-Zhao Huang (ur. 1939), chiński herpetolog; rodzaj Ixalus[b] A.M.C. Duméril & Bibron, 1841[5]. Gatunek typowy: Rhacophorus translineatus Wu, 1977.

### Podział systematyczny
Do rodzaju należą następujące gatunki:

- Rhacophorus annamensis Smith, 1924
- Rhacophorus baluensis Inger, 1954
- Rhacophorus barisani Harvey, Pemberton & Smith, 2002
- Rhacophorus bengkuluensis Streicher, Hamidy, Harvey, Anders, Shaney, Kurniawan & Smith, 2014
- Rhacophorus bifasciatus Van Kampen, 1923
- Rhacophorus bipunctatus Ahl, 1927
- Rhacophorus borneensis Matsui, Shimada & Sudin, 2013
- Rhacophorus calcaneus Smith, 1924
- Rhacophorus catamitus Harvey, Pemberton & Smith, 2002
- Rhacophorus dulongensis Chen, Lee & Yuan, 2024
- Rhacophorus edentulus Müller, 1894
- Rhacophorus exechopygus Inger, Orlov & Darevsky, 1999
- Rhacophorus georgii Roux, 1904
- Rhacophorus helenae Rowley, Tran, Hoang & Le, 2012
- Rhacophorus hoabinhensis Nguyen, Pham, Nguyen, Ninh & Ziegler, 2017
- Rhacophorus hoanglienensis Orlov, Lathrop, Murphy & Ho, 2001
- Rhacophorus indonesiensis Hamidy & Kurniati, 2015
- Rhacophorus kio Ohler & Delorme, 2006
- Rhacophorus laoshan Mo, Jiang, Xie & Ohler, 2008
- Rhacophorus larissae Ostroshabov, Orlov & Nguyen, 2013
- Rhacophorus lateralis Boulenger, 1883
- Rhacophorus malabaricus Jerdon, 1870
- Rhacophorus margaritifer (Schlegel, 1837)
- Rhacophorus marmoridorsum Orlov, 2008
- Rhacophorus modestus Boulenger, 1920
- Rhacophorus monticola Boulenger, 1896
- Rhacophorus napoensis Li, Liu, Yu & Sun, 2022
- Rhacophorus nigropalmatus Boulenger, 1895 – nogolotka czarnostopa[9]
- Rhacophorus norhayatiae Chan & Grismer, 2010
- Rhacophorus orlovi Ziegler & Köhler, 2001
- Rhacophorus pardalis Günther, 1858 – nogolotka arlekin[9]
- Rhacophorus poecilonotus Boulenger, 1920
- Rhacophorus pseudomalabaricus Vasudevan & Dutta, 2000
- Rhacophorus qiongica Tang, Xiao, Liu, Wang, Yu & Du, 2024
- Rhacophorus reinwardtii (Schlegel, 1840)  – nogolotka jawajska
- Rhacophorus rhodopus Liu & Hu, 1960
- Rhacophorus robertingeri Orlov, Poyarkov, Vassilieva, Ananjeva, Nguyen, Sang & Geissler, 2012
- Rhacophorus spelaeus Orlov, Gnophanxay, Phimminith & Phomphoumy, 2010
- Rhacophorus subansiriensis Mathew & Sen, 2009
- Rhacophorus trangdinhensis Kropachev, Evsyunin, Orlov & Nguyen, 2022
- Rhacophorus translineatus Wu, 1977
- Rhacophorus tuberculatus (Anderson, 1871)
- Rhacophorus turpes Smith, 1940
- Rhacophorus vampyrus Rowley, Le, Thi, Stuart & Hoang, 2010
- Rhacophorus vanbanicus Kropachev, Orlov, Ninh & Nguyen, 2019
- Rhacophorus viridimaculatus Ostroshabov, Orlov & Nguyen, 2013